# Divisione No. 8 (Manitoba)
La Divisione No. 8, o Central Manitoba (parte della Central Plains Region) è una divisione censuaria del Manitoba, Canada di 14.052 abitanti.

## Comunità
- Austin
- Gladstone
- Holland
- MacGregor
- Notre Dame de Lourdes
- Sandy Bay
- Treherne